# Fronte Nazionale (1990)
Ne doit pas être confondu avec Fronte Nazionale (1968) ou Fronte Nazionale (1997).
Le Fronte Nazionale était un mouvement politique fondé par Franco Freda en décembre 1990, actif jusqu'en 1993 et finalement dissous en 2000.
Il a adopté une politique contre le « métissage racial » et l'immigration, en s'opposant également au sionisme, à ce qu'il a appelé le « cosmopolitique » et à l'influence des États-Unis et de la finance internationale.

## Constitution
Le Fronte Nazionale est fondé le 21 décembre 1990, mais la constitution officielle du mouvement a lieu le 12 janvier 1991 à Ferrare. D'après le statut : « Reconnaissant la fonction d'ordre social, le Front national est l'association politique qui entend préserver les caractéristiques essentielles de l’État-nation. [...] Poursuivant le bien de la communauté nationale dans sa totalité et sa transcendance vis-à-vis du bien individuel et de l'intérêt privé, l'association a pour but de guider le bien transitoire de la communauté nationale actuelle - synthèse historique des générations passées, présentes et futures - au bien perpétuel de la nation. Dans cette perspective, le respect de l'homogénéité ethnique du corps social de l'État national revêt une signification fondamentale pour la société. »
Le symbole du FN est représenté par un monogramme, qui redéfinit l'acronyme F.N., en rouge, inséré dans le cercle blanc, ce dernier étant inclus dans un carré bleu.
Les fonctions de l'association sont exercées par les organes suivants: le régent, le comité de régence, le bureau de régence, le conseil des gestionnaires territoriaux et le conseil national.
Le rôle de représentation et de coordination de l'activité du Fronte Nazionale est confié à Franco Freda, qui assume le rôle de régent. Cesare Ferri est nommé régent suppléant.

## Structure nationale
Des dizaines de militants rejoignent le Front national, coordonnés par des responsables locaux. En janvier 1993, la structure a été hiérarchisée de manière plus rigide: Cesare Ferri, Aldo Gaiba, Gianfranco Nini et Vincenzo Campagna ont pris en charge la coordination des bureaux territoriaux du Nord-Ouest, du Nord-Est, du Centre et du Sud. de l’association sont situés à Milan, Varèse, Vérone, Padoue, Pordenone, Bologne, Ferrare, Rimini, Terni, Chieti, Naples, Salerne, Tarente, Catanzaro, Lamezia Terme, Catane et Pérouse.
Entre 1990 et 1993, le Front national mène une action de propagande sur la « question raciale ». La naissance de l'association est d'ailleurs dictée précisément par une réaction de rejet par des éléments déjà politiquement actifs dans le domaine du néofascisme contre l'émergence d'un flux d'immigration d'origine non européenne. L'objectif est de s'opposer à l'immigration, considérée comme un signe du déclin des « lignées européennes ».
Le Front national est également responsable de la publication de L'Antibancor, une revue d'études économiques et financières ainsi que Rubric, un bulletin destiné aux membres

## Dissolution
En 1993, les cadres du parti sont arrêtés pour « reconstitution de parti fasciste » (loi Scelba) et incitation à la haine raciale (loi Mancino). 
En 1995, la cour d'assise de Vérone condamne le Régent Franco Freda à 6 ans de réclusion pour « incitation à la haine raciale ». La sentence est confirmée en 1998. En 1999, la Cour de cassation annule la sentence et condamne Freda à 3 ans de réclusion.
Le parti est définitivement dissous par décret du Conseil des ministres le 9 novembre 2000.